# Candace
Candace  è un nome proprio di persona inglese femminile.

## Varianti
- Femminili: Candice[1], Candyce[1], Candis[1], Kandace[1]
  - Ipocoristici: Candy[1], Candi[1], Kandi[1]

## Origine e diffusione

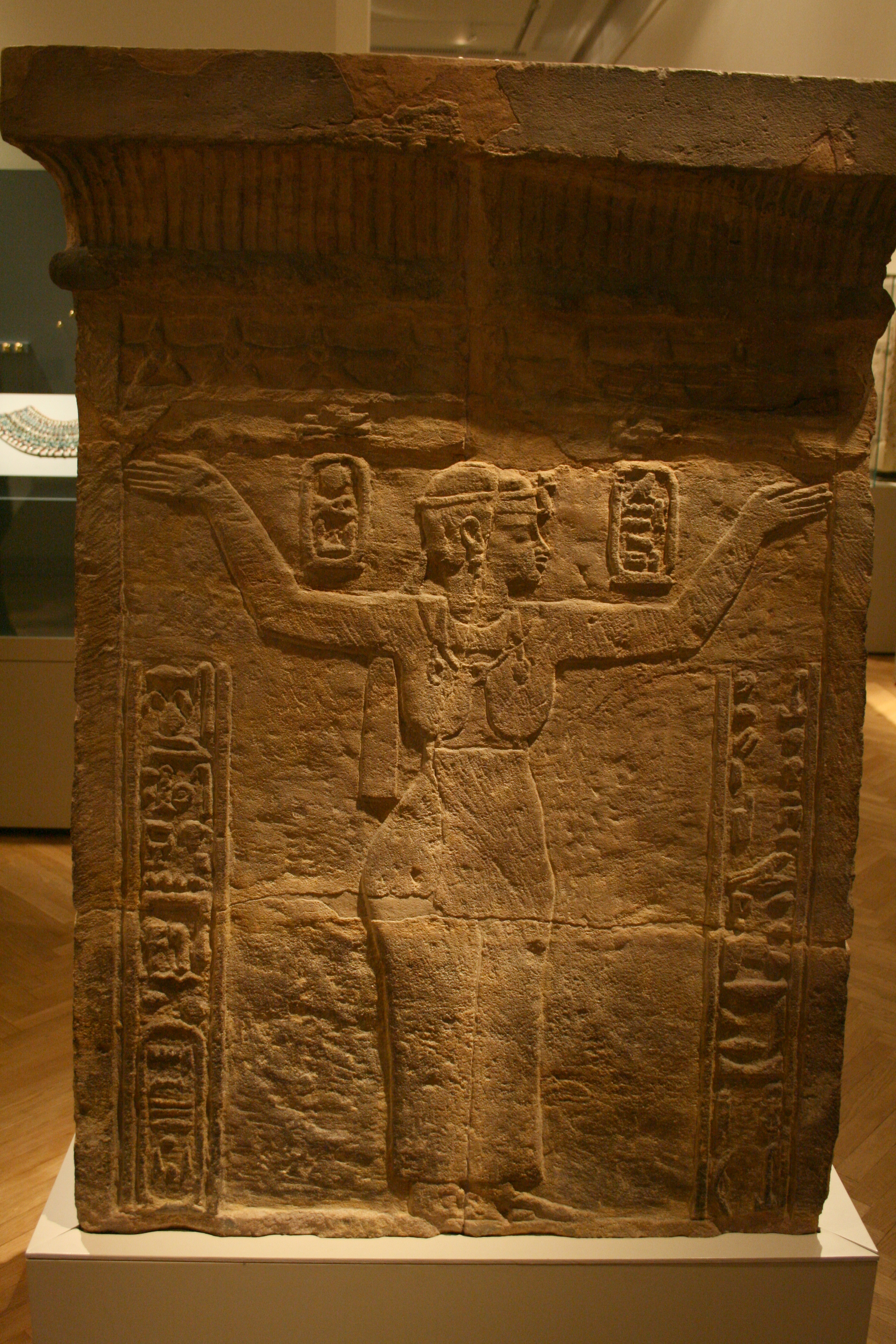
Rilievo della kandake Amanitore a Wad ban Naqa

Deriva dal greco biblico Κανδάκη (Kandake), a sua volta dal cuscitico kdke, che era il titolo ereditario delle regine madri dell'Etiopia; l'etimologia di questo termine è ignota.
Il titolo è menzionato negli Atti degli Apostoli (8:27); grazie a questa citazione, cominciò ad essere usato come nome proprio dai puritani, dopo la Riforma protestante, e venne reso particolarmente celebre da un personaggio così chiamato nel film del 1942 Meet the Stewarts. La forma abbreviata Candy, oltre a poter riprendere direttamente il termine inglese candy ("caramella"), può anche essere tratto da un cognome inglese di origine francese.

## Onomastico
Il nome Candace è adespota, non essendo portato da alcuna santa. L'onomastico ricade quindi il 1º novembre, giorno di Ognissanti.

## Persone

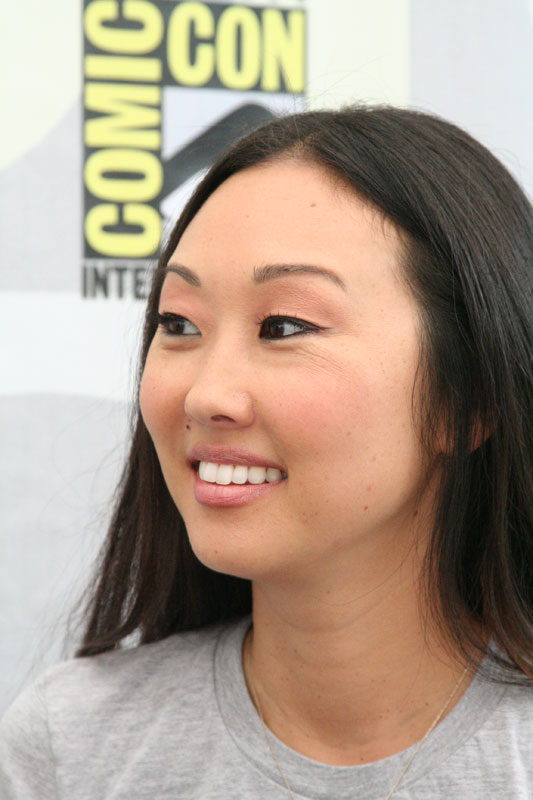
Candace Kita

- Candace Bushnell, scrittrice statunitense
- Candace Cameron, attrice statunitense
- Candace Glendenning, attrice britannica
- Candace Hilligoss, attrice statunitense
- Candace Kita, modella e attrice statunitense
- Candace McNamee, pallavolista statunitense
- Candace Owens, blogger, youtuber e imprenditrice statunitense
- Candace Parker, cestista statunitense
- Candace Pert, neuroscienziata e farmacologa statunitense
- Candace Robb, scrittrice statunitense

### Variante Candice

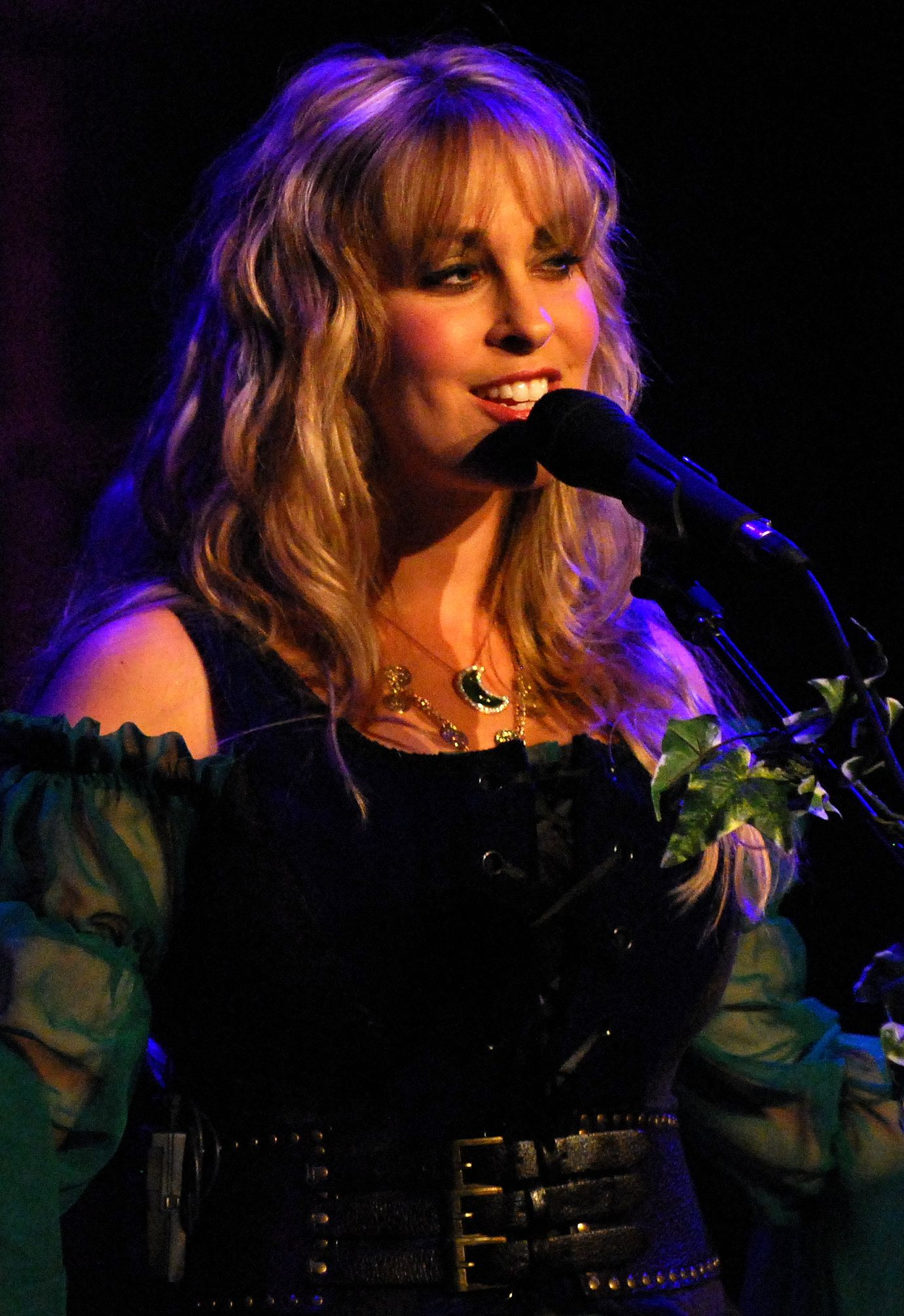
Candice Night

- Candice Accola, attrice e cantante statunitense
- Candice Michelle, wrestler e attrice statunitense
- Candice Bergen, attrice statunitense
- Candice Breitz, artista sudafricana
- Candice Dupree, cestista statunitense
- Candice Miller, politica statunitense
- Candice Night, cantante statunitense
- Candice Patton, attrice statunitense
- Candice Swanepoel, supermodella sudafricana
- Candice Wiggins, cestista statunitense

### Variante Candy
- Candy Clark, attrice statunitense
- Candy Dulfer, musicista olandese

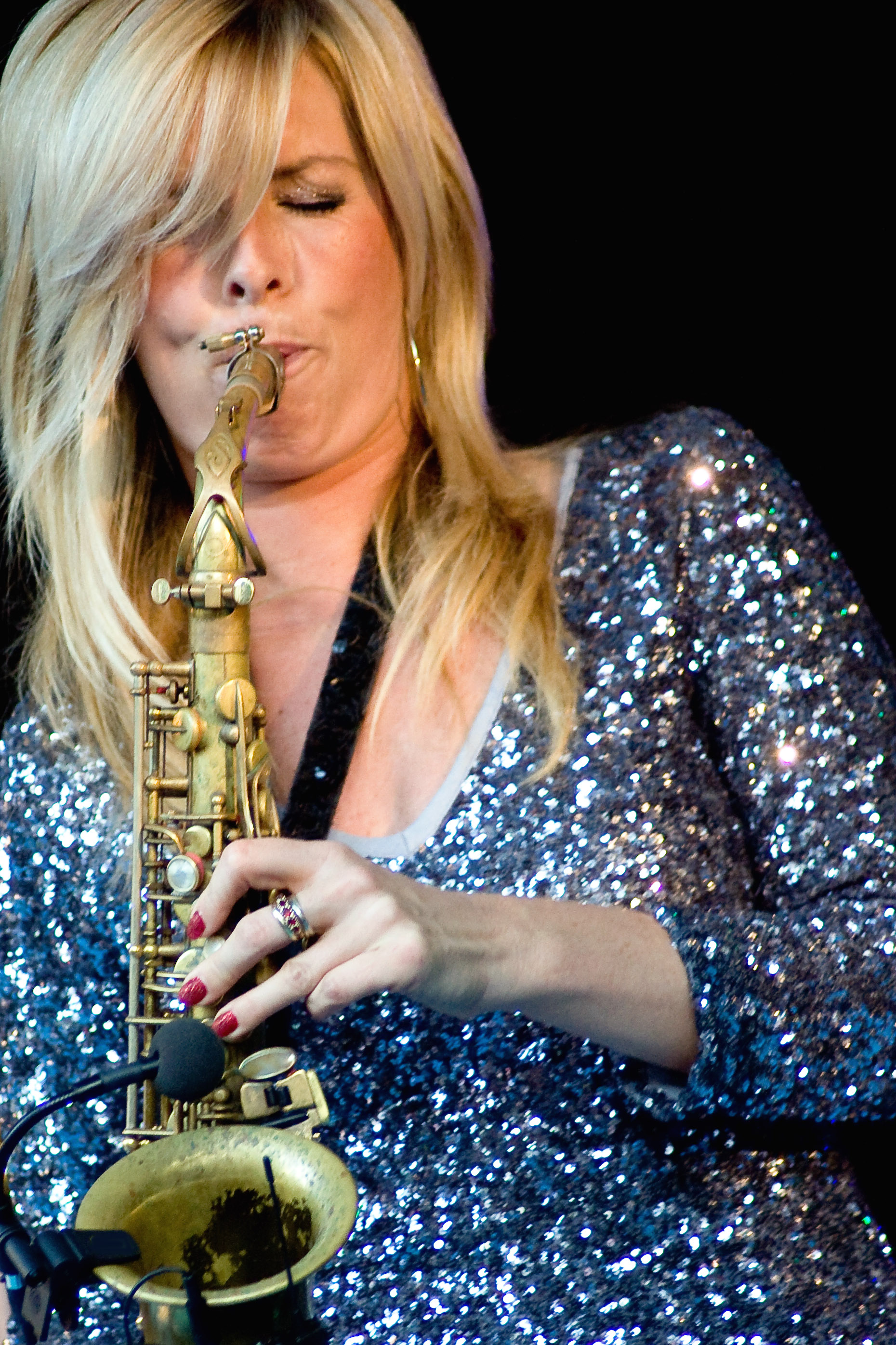
Candy Dulfer

- Candy Jones, scrittrice e modella statunitense
- Candy Reynolds, tennista statunitense
- Candy Samples, ballerina, modella e pornoattrice statunitense

### Altre varianti
- Candis Cayne, attrice statunitense
- Candi Clarkson, cestista canadese
- Kandace Krueger, modella statunitense
- Candi Staton, cantante statunitense

## Il nome nelle arti
- Candace è un personaggio dell'opera di Antonio Vivaldi La Candace o siano Li veri amici.
- Candice è un personaggio del romanzo di Sophie Kinsella La compagna di scuola.
- Candice è il nome inglese di Bianca, personaggio dei Pokémon.
- Candice Carveth è un personaggio del film del 1979 Brood - La covata malefica, diretto da David Cronenberg.
- Candace Flynn è un personaggio della serie animata Phineas e Ferb.
- Candace Jewell è un personaggio della serie televisiva The L Word.
- Candy Kong è un personaggio della serie di videogiochi Donkey Kong Country.
- Candace Lambert è un personaggio del film del 1999 Boys Don't Cry, diretto da Kimberly Peirce.
- Candice Norman è un personaggio del film del 1984 Murderock - Uccide a passo di danza, diretto da Lucio Fulci.
- Candace Stone è un personaggio della serie televisiva You.
- Candice White è il nome completo di Candy, personaggio del romanzo di Kyoko Mizuki Candy Candy, e della serie di manga e anime da esso tratti.
- Candice Wilmer è un personaggio della serie televisiva Heroes.

## Toponimi
- 4899 Candace è un asteroide della fascia principale, che prende il nome da Candace P. Kohl, una chimica statunitense.